# Ahura Mazda

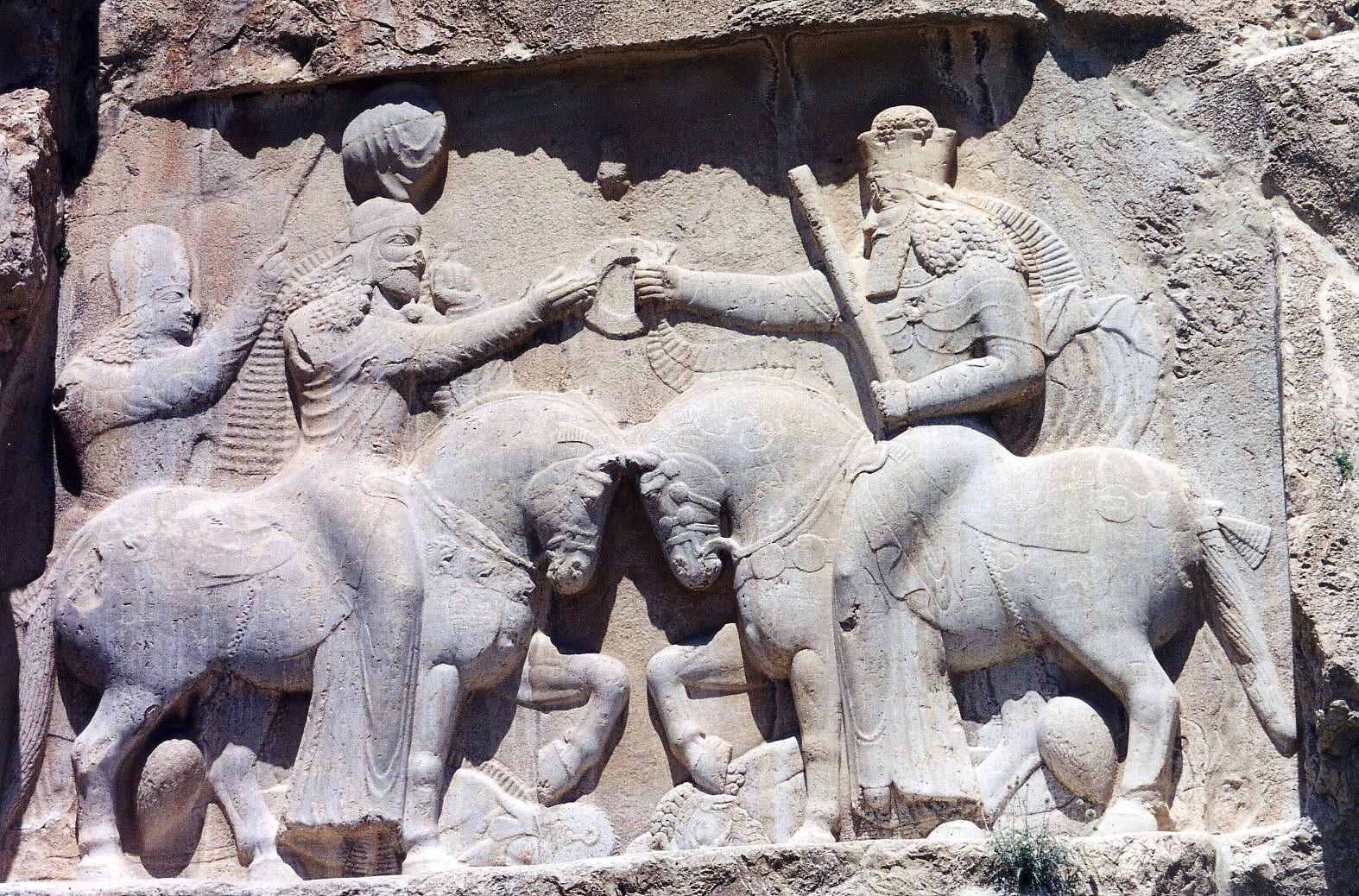
Ahura Mazda (vpravo) předává kolo, symbol královské moci, Ardašírovi

Ahura Mazda – „Pán Moudrost“ (středopersky Óhrmazd, pahlavské písmo ) je v zarathuštrismu nejvyšším bohem, svrchovaně dobrým a moudrým, stvořitelem světa i lidí. Jeho protivníkem je Angra Mainju „špatné smýšlení“, středoperský Ahriman, který si namísto ašy „pravdy“ volí drudž „lež“, stejně jako démoničtí daévové.
Vedle samotného Ahura Mazdy existuje také Spenta Mainju, jeho „Blahodárný duch“, aktivní princip, jehož prostřednictvím podle mnoha textů stvořil svět, jehož prostřednictvím „přichází do světa“ a skrze nějž přebývá v každém spravedlivém a moudrém člověku. Rozdíl mezi Ahura Mazdou a Spenta Mainjuem je v zarathuštrické teologii velmi nejasný a těžko definovatelný, připomíná tak vztah mezi Bohem a Duchem svatým v židovské a křesťanské teologii.
Podle Ahura Mazdy je zarathuštrismus také označován jako mazdaismus, avestánsky mazdajasna „uctívání Mazdy“. V zarathuštrickém kalendáři vzniklém ve 4. století je Ahura Mazdovi zasvěcen 1., 8., 15. a 23. den v měsíci a měsíc odpovídající přibližně prosinci a lednu.

## Prameny
V gáthách, nejstarší částech Avesty, hymnech připisovaných samotnému Zarathuštrovi, je Ahura Mazda popisován jako vševidoucí, či daleko vidící, nadaný prospěšnou magickou mocí, nikdo jej nemůže podvést a je oděný nejtvrdším kamenem – tedy nebesy, až na výjimky se však neobjevují známky personifikace. Taktéž je naznačeno, že stvořil svět, aby zničil Angra Mainjua, což je koncept přímo se objevující v pozdějších textech, a to někdy přímo svou myšlenkou, častěji však prostřednictvím Spenta Mainjua, svého „Blahodárného ducha“. Přestože je stvořitelem světa, není všemocným, a tak bylo jeho dílo pokaženo Angra Mainjuem, a nechal na každém stvoření, aby si volilo mezi dobrem, a zlem.
Podle Bundahišnu, středoperská kosmologická encyklopedie převážně z 8. a 9. století, uvádí, že na počátku existoval vševědoucí a dobrotivý Óhrmazd a nevědomý a zlovolný Ahriman, jež oddělovala Prázdnota – Wāy. Po tři tisíce let nevěděl Ahriman o existenci Óhrmazda, ale když jej nakonec zahlédl, utekl a v temnotách vytvořil četné daévy. Dobrý bůh poté nabídl zlému mír, to však bylo odmítnuto. Nakonec byla uzavřena dohoda, podle které spolu budou soupeřit po devět tisíc let. Po uplynutí této lhůty podle Bundahišnu Óhrmazd zvítězí. Po uzavření dohody dobrý bůh stvořil Amahraspandy, oblohu, vodu, zemi, rostliny, dobytek a nakonec prvního člověka Gajómarta.
Podle zurvanitských textů na počátku existoval pouze Zurván, který po tisíc let vykonával oběti, aby mohl mít syna Óhrmazdu, stvořitele světa. Tisící rok však zapochyboval, zda jeho oběti mají smysl a kvůli těmto pochybnostem byl počat nejen Óhrmazd, ale také Ahriman. Poté Zurván učinil slib, že svému prvorozenému daruje své království, Óhrmazd se o tom dozvěděl a sdělil tento fakt svému bratru, který se poté prodral na svět první. Zurván temného a páchnoucího Ahrimana jako svého syna odmítl, ale v důsledku svého slibu mu věnoval devět tisíc let vlády, po které však bude následovat vláda Óhrmazdova.

## Etymologie
Druhá část jména nemá zcela jasný výklad: Z avestánského písma může být přepisována jako Mazdā nebo Mazdāh, a vykládána jako substantivum „moudrost“, nebo jako adjektivum „moudrý“. Dalšími formami Ahura Mazdova jména jsou parthské Aramazd, středoperské Hormizd a novoperské Ormazd (perským písmem اهورامزدا). Často je také titulován jako Stvořitel, avestánsky Dadvah či Dātār, středopersky Dādār.
Zarathuštrickému Ahura Mazdovi také odpovídá několik íránských božstev, o nichž však nemáme žádné bližší informace a jejichž náboženský kontext byl do jisté míry nejspíše odlišný, jako staroperský Auramazda (klínopis ) či Ahuramazda, baktrijsky Ó(o)romozdo, v Chórezmu Rémažd, u Sogdijců Charmuzda.

## Hypotézy
Britská iranistka Mary Boyce (1920–2006) zastává názor, že pozemským prototypem Ahura Mazdy je velekněz, sloužící díky své moudrosti a znalosti práva jako poradce i vůdce. Mithru a Apam Napáta chápe jako dva ahury jemu podřízené, přičemž druhého z nich pokládá za protějškem védského Varuny.
Český indoevropeista Petr Vavroušek (1949–2015) se domnívá, že Ahura Mazda byl božstvem náležejícím do skupiny takzvaných ahurů, odpovídajících védským asurům, jež bylo druhým, nejspíše starším, pokolením bohů vedle daivů, védských dévů. Podle této koncepce byli daiové/dévové v Íránu démonizováni, zatímco v Indii se totéž přihodilo asurům/ahurům. Původní jméno Ahura Mazdy bylo podle Vavrouška tabuizováno a nahrazeno tak titulem Ahura, příležitostně doloženým i u Mithry a Apam Napáta, a přívlastkem Mazda. V gáthách je toto božstvo 116krát uváděno jako Mazda, 64krát jako Ahura a 28krát jako Mazda Ahura.
Americký mytolog Jaan Puhvel (* 1932) považuje Ahura Mazdu za protějšek védského Varuny. Vychází přitom z faktu, že oba jsou označováni jako ahura/asura, že Varuna je označován přívlastkem médhira „moudrý“ a že Aša, podle Puhvela sublimovaná podstata Ahura Mazdy, má svůj protějškem ve védském rta, kosmickém zákonu, jehož je Varuna strážcem.
Mithra, ve védském náboženství úzce s Varunou spjatý – jak ukazuje dvandvová dvojice Mitra-Varuna, byl podle jeho názoru během Zarathuštrovy reformy zařazen mezi daévy, ale později opět nabyl na důležitosti a byl zařazen do pravověrného panteonu jako božstvo podřízené Ahura Mazdovi. Ve staré perštině zmiňované dvojici odpovídá rekonstruované *Miša-Auramazdáh, ozývající se v osobních jménech jako Mihrhormuz nebo Mesoromasdés.